# Terry Bisson
Terry Ballantine Bisson (n. 12 februarie 1942, Madisonville⁠(d), Kentucky, SUA – d. 10 ianuarie 2024, Berkeley, California, SUA) a fost un scriitor american de science-fiction & fantasy cel mai cunoscut pentru povestirile sale. A câștigat mai multe premii Hugo și Nebula. Povestirea sa „macs” din 1999 a câștigat în 2001 Premiul Locus și Premiul Nebula pentru cea mai bună povestire.

## Biografie
Terry Bisson s-a născut la Madisonville, Kentucky și a crecut în Owensboro, Kentucky.

## Lucrări (selecție)
- Wyrldmaker (1981)
- Talking Man (1986)
- Fire on the Mountain (1988)
- "Bears Discover Fire", 1990
- Voyage to the Red Planet (1990)
- "They're Made Out of Meat", 1991
- Bears Discover Fire and Other Stories (1996)
- Pirates of the Universe (Tor, 1996)
- "macs", 1997
- The Fifth Element, romanizarea filmului Al cincilea element (1997)
- In the Upper Room and Other Likely Stories (2000)
- The Pickup Artist (Tor, 2001)
- "Star Wars: Boba Fett: The Fight to Survive" (2002)
- "I Saw the Light" (2002) [retipărit in Year's Best SF 8 (2003)]
- Greetings (2005)
- Numbers Don't Lie (2005)
- "Farewell Atlantis" (2009)